# Zuzana Růžičková
Zuzana Růžičková, provdaná Kalabisová (14. ledna 1927 Plzeň – 27. září 2017 Praha), byla česká klavíristka, cembalistka a hudební pedagožka, manželka hudebního skladatele Viktora Kalabise.

## Život
Zuzana Růžičková se narodila 14. ledna 1927 v Plzni, kde získala i své první hudební vzdělání u Marie Provazníkové-Šaškové. Hře na klavír se věnovala od roku 1942, kdy byla deportována do koncentračního tábora Terezín, následně do Osvětimi a Bergen-Belsenu. Již za svého pobytu v Terezíně se seznámila se zde vězněnými hudebníky, mimo jiné též s operním pěvcem Karlem Bermanem, či Gideonem Kleinem, který ji zde vyučoval hudební harmonii. V koncentračním táboře prodělala při tamější epidemii skvrnitý tyfus, z něhož se po osvobození dlouhodobě léčila, proto se do Plzně vrátila až v srpnu 1945. Tvrdou prací v pracovním táboře měla zničené ruce, přesto však v září 1945 nastoupila do hudební školy. Jejím učitelem v Plzni byl Bohdan Gsöllhofer, ředitel hudební školy, kde v letech 1945 až 1947 studovala. V roce 1947 zde Zuzana Růžičková vystoupila na akreditačním koncertě, kterým se městská hudební škola ucházela o status konzervatoře, a proto zde vystupovali její nejlepší žáci. Na budově současné Konzervatoře Plzeň, v níž cembalistka světového významu Zuzana Růžičková zahájila svou dlouhou uměleckou kariéru, byla v lednu 2019 odhalena pamětní deska, která tuto plzeňskou rodačku připomíná. Autorem desky je klatovský sochař Václav Fiala a zdobí ji reliéf klaviatury. Zuzana Růžičková cvičila hru na klavír 12 hodin denně a každé dva měsíce dělala postupové zkoušky do dalšího ročníku. Cembalo nebylo v tu dobu považováno za rovnocenný nástroj s klavírem. Úspěšně složila přijímací zkoušky na AMU a už během studií přešla ke studiu cembala. Od roku 1947 až do roku 1951 studovala hru na klavír a cembalo na pražské AMU. V roce 1956 zvítězila na mezinárodní cembalové soutěži v Mnichově, poté studovala hru na cembalo v Paříži u švýcarské profesorky Marguerite Roesgen-Championové.
Byla známá především jakožto výborná interpretka hudebního díla Johanna Sebastiana Bacha, na svém kontě měla více než 35 dlouhohrajících desek. Jako první na světě natočila kompletní Bachovu tvorbu pro klávesové nástroje. Záznam z let 1965 až 1975 byl oslavován pro svůj rozsah, mistrovství a originalitu. Sama Zuzana Růžičková v rozhovorech uváděla, že k Bachovi měla velmi silný vztah. Říkala, že abstraktní řád jeho hudby z ní dělá něco nadpozemského. Papírek s jeho skladbou držela v ruce, když přijela do koncentračního tábora v Osvětimi. Její dlouholetá celosvětová koncertní aktivita ji přinesla i lichotivou přezdívku první dáma cembala.
V letech 1979 až 1990 byla Zuzana Růžičková sólistkou České filharmonie. Získala mnoho ocenění: například roku 2003 dostala od prezidenta medaili Za zásluhy II. stupně či francouzský titul Rytíře umění a literatury.
Umělkyně proslula nejen jako cembalistka, ale i jako pedagožka. Na pražské AMU u profesorky Růžičkové studovala hru na cembalo i profesorka plzeňské konzervatoře a cembalistka Alena Tichá a Miroslav Brejcha, ředitel této konzervatoře.
V prosinci 1952 se vdala za hudebního skladatele Viktora Kalabise, s nímž žila ve Slezské ulici na pražských Vinohradech.
Zuzana Růžičková zemřela 27. září 2017. Pohřbena byla na Vinohradském hřbitově.

## Poslední rozloučení
Na její pohřeb, stanovený na středu 11. října 2017 v 11. hodin v Krematoriu Strašnice, přišli členové rodiny, hudebníci, posluchači, přátelé i politické osobnosti. Dle přání zesnulé mj. zazněla živě i Bachova píseň Komm, süsser Tod v podání Markéty Cukrové.

## Ocenění a vyznamenání
- 1959 – vítězství v Mezinárodní cembalové soutěži
- 1971 – státní cena Klementa Gottwalda[6]
- 1989 – národní umělec
- 1994 – Zemská medaile za umění a vědy udělená v Hamburku
- 9.11.1998 – čestné občanství Jindřichova Hradce[7]
- 2003 – od prezidenta České republiky obdržela státní vyznamenání Medaili Za zásluhy II. stupně
- 28.10.2010 – pečeť města Plzně
- 2011 – Cena Karla IV. v Cáchách
- 2013 – Granátová hvězda[8]
- leden 2017 – Classic Prague Awards
- únor 2017 – Dáma české kultury, Ministerstvo kultury
- 16.5.2017 – čestné občanství hl. m. Prahy
- čestné občanství Prahy 3[9]
- 4× pařížská cena Grand Prix du Disque Académie Charles Cros

## Biografie
- V roce 2004 vydala společně s Marií Kulijevičovou svoji vzpomínkovou knihu Královna cembala.
- Wendy Holden: Sto zázraků: Z koncentračních táborů na mezinárodní koncertní podia[10]

## Galerie

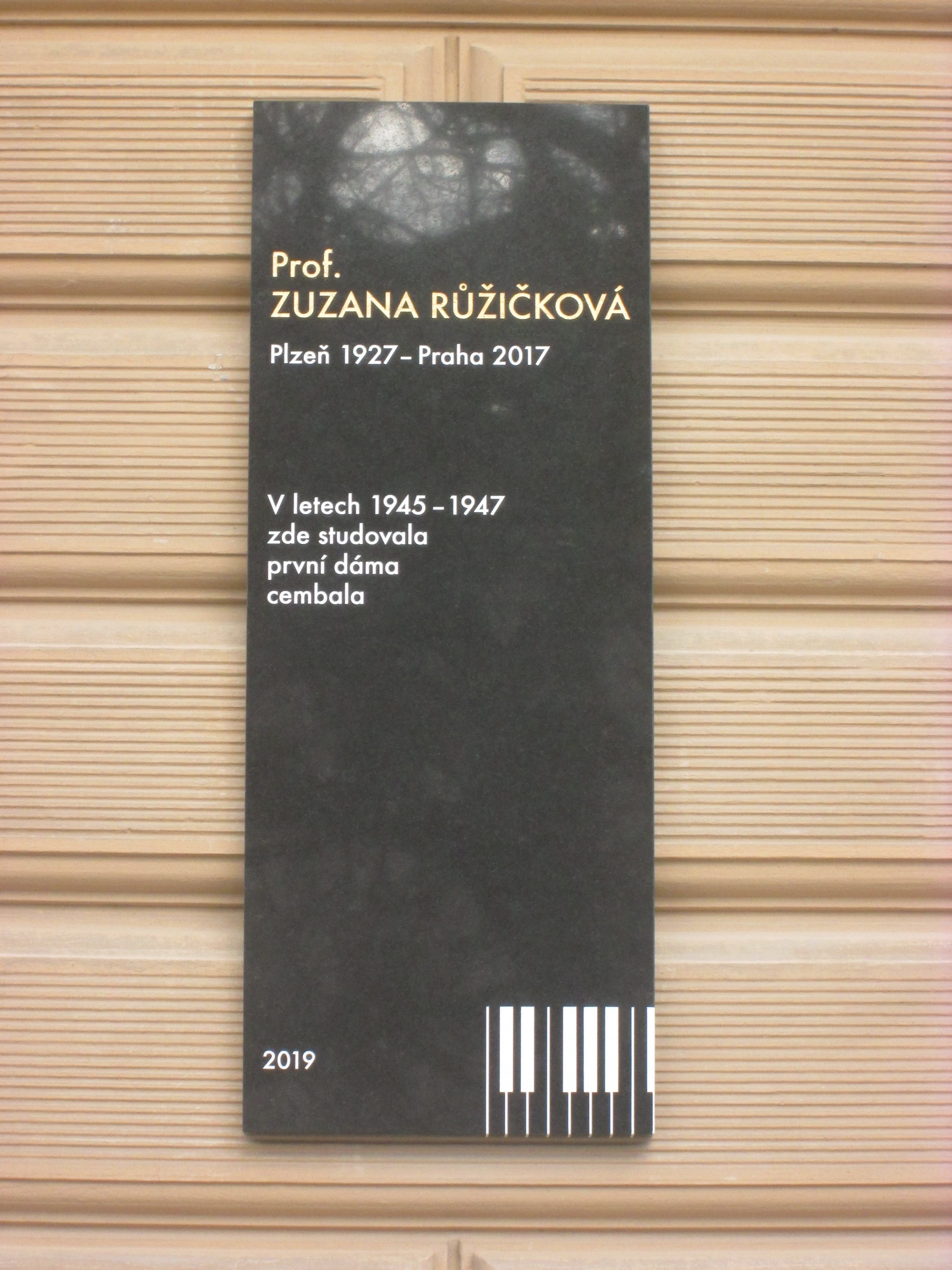
Pamětní deska Zuzaně Růžičkové (Konzervatoř Plzeň)
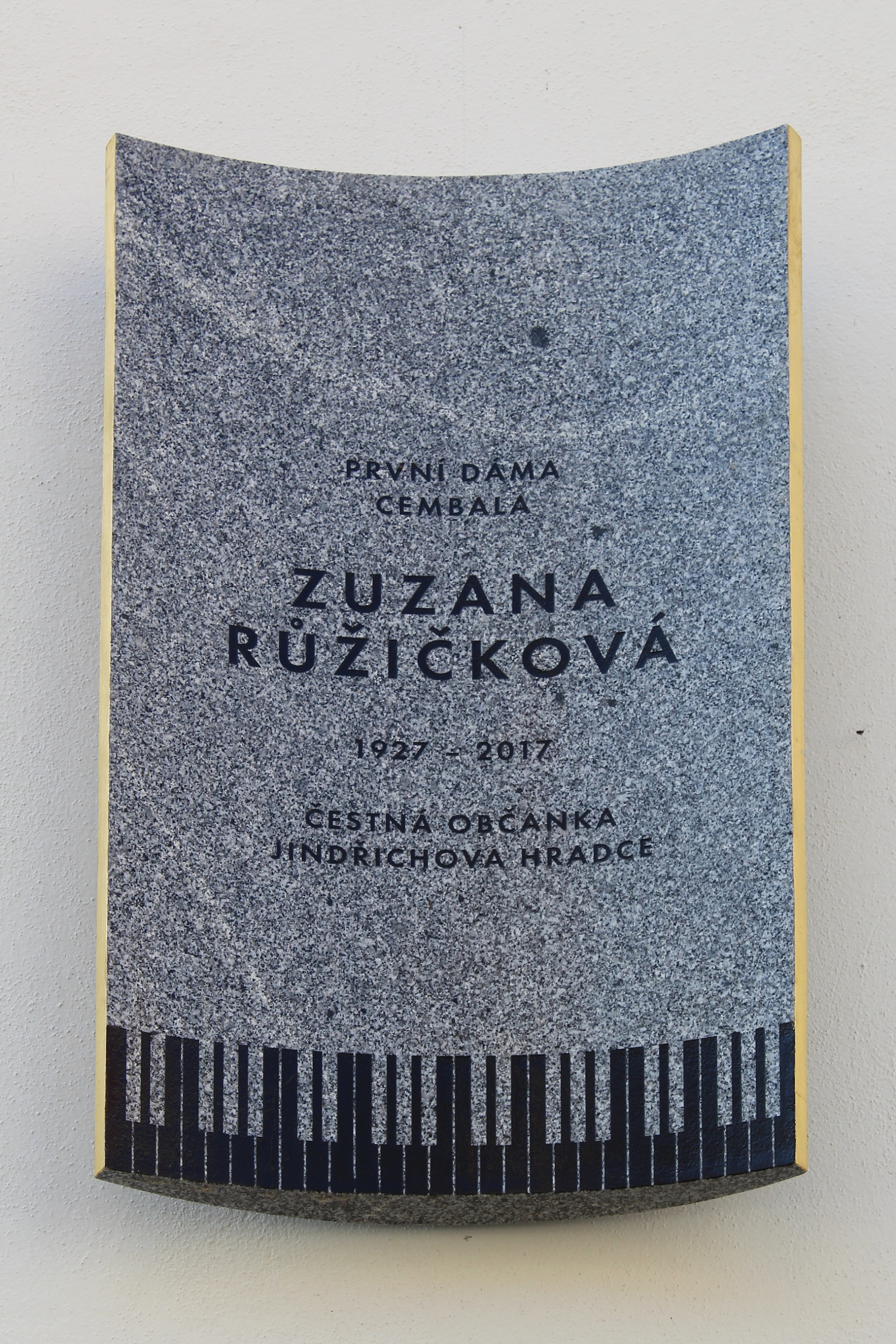
Pamětní deska Zuzaně Růžičkové (muzeum Jindřichův Hradec)
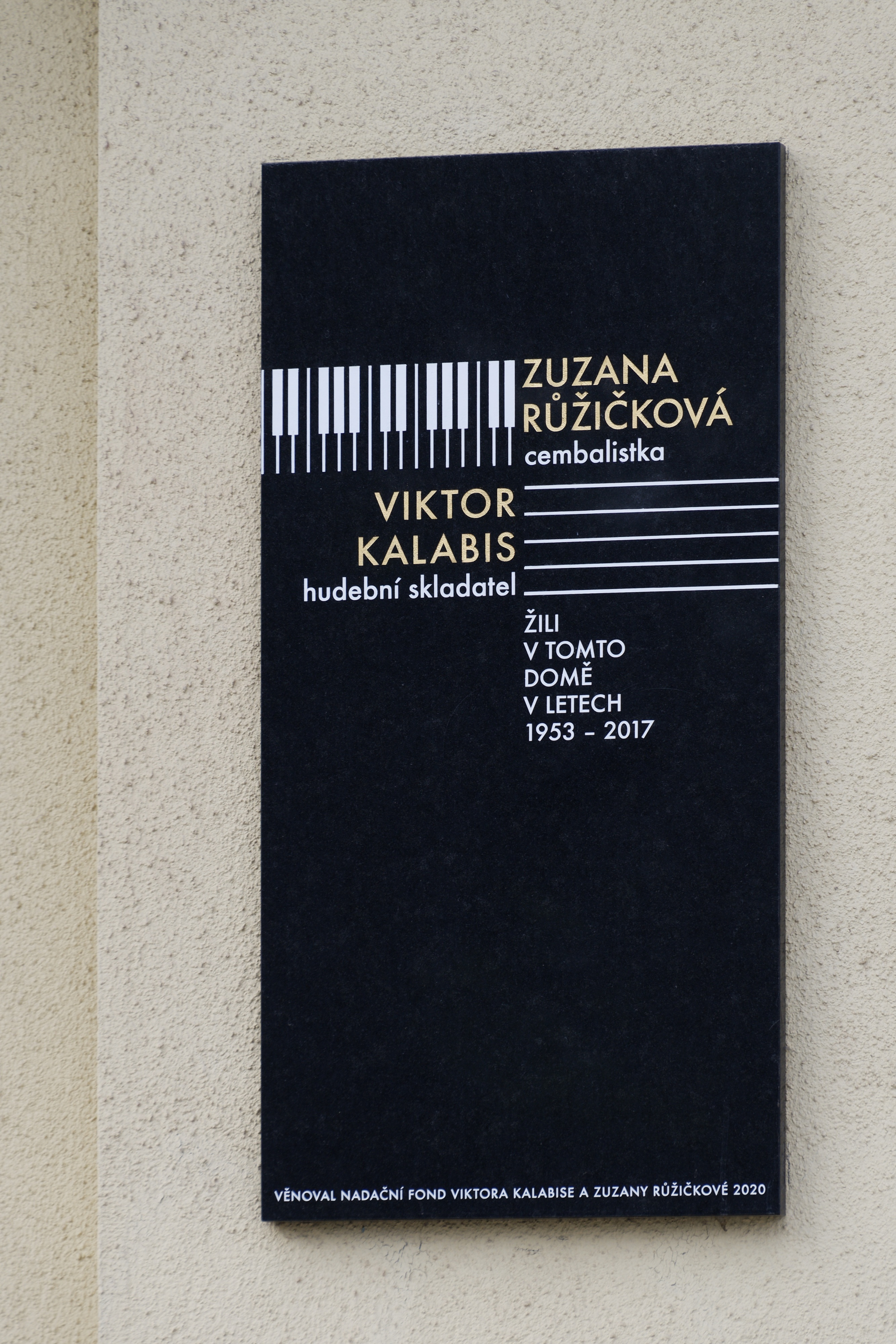
Pamětní deska Zuzaně Růžičkové a Viktoru Kalabisovi, Praha 3, Slezská 107
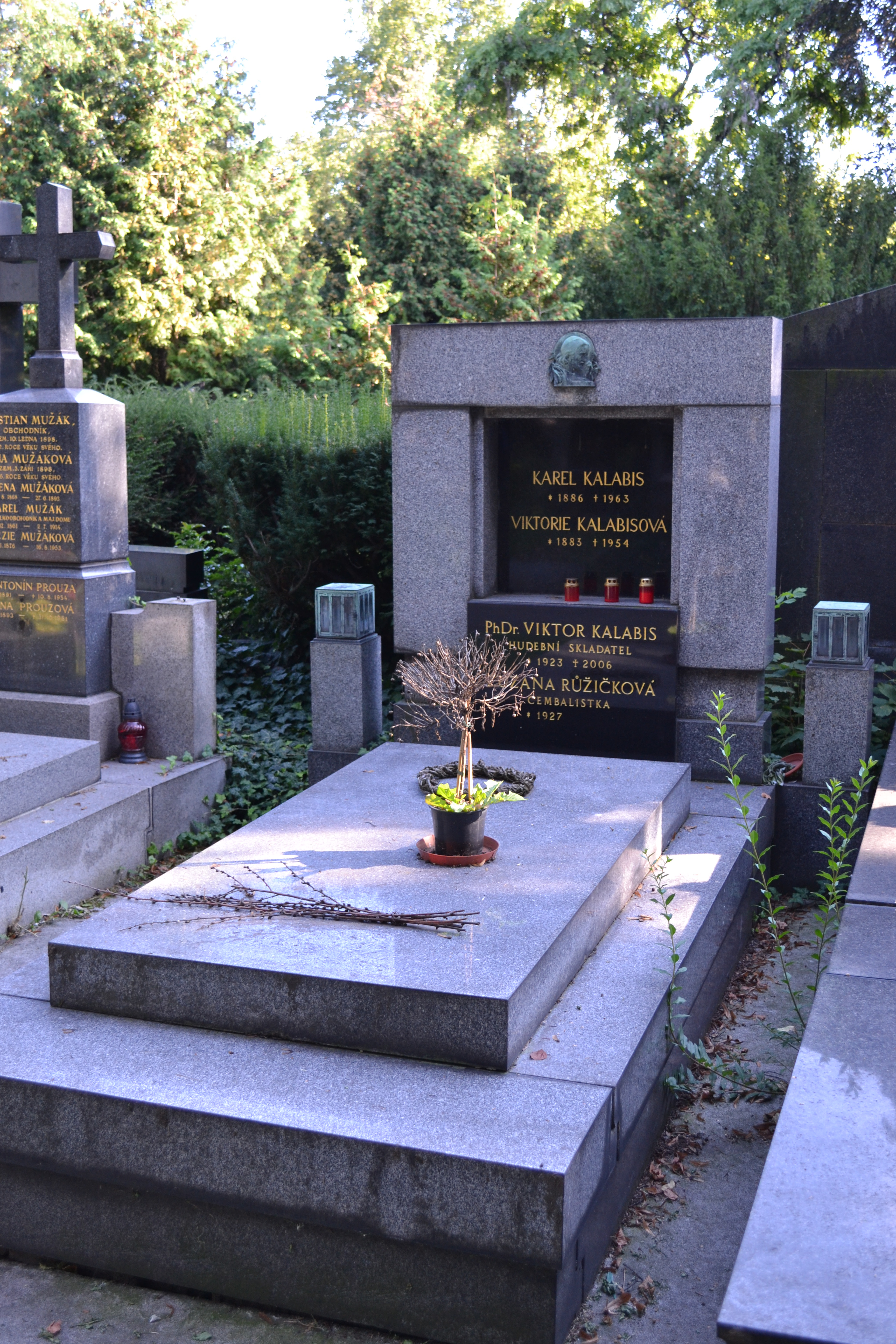
Hrob na Vinohradském hřbitově v Praze